# Interstella 5555 - The 5tory of the 5ecret 5tar 5ystem
Interstella 5555: The 5tory of the 5ecret 5tar 5ystem (インターステラ5555, Intāsutera Fō Faibu) es una pel·lícula d'animació francojaponesa, estrenada originalment l'1 de desembre de 2003. Aquesta pel·lícula és la realització visual de Discovery, àlbum de la banda francesa de música electrònica, Daft Punk.
Cada cançó de l'àlbum es va animar com un episodi en la història del segrest i rescat d'una banda de pop interestel·lar; concretament, cada cançó va enllaçada a un episodi concret de la pel·lícula. No té diàlegs i compta amb lleugers efectes sonors, tals com trets de pistola i llandes de vehicles.
La pel·lícula va ser produïda pel mateix duo Daft Punk i per Cédric Hervet i Emmanuel de Buretel, juntament amb Toei Animation, amb Leiji Matsumoto com a supervisor gràfic.
La pel·lícula va ser presentada durant el 56º Festival de Cannes.

## Argument
One More Time: La pel·lícula s'inicia amb l'acostament a un planeta extraterrestre, on un grup compost pel guitarrista Arpegius, el baterista Baryl, el tecladista Octave i la baixista Stella està donant un concert enfront d'un auditori de milers de persones, tots extraterrestres de pell blava. De sobte, unes naus espacials envaeixen el lloc seguint les ordres d'una figura fosca vestida amb esmoquin.
Aerodynamic: Un centenar de soldats sortits de les naus irrompen a l'auditori adormint als presents amb gas i capturant als membres de la banda. Arpegius escapa, tot i que no triga a ser capturat. Els soldats capturen als membres del grup, i els porten de tornada a la seva nau per anar a la Terra.
Digital Love: Una única senyal de socors passa desapercebuda als assaltats i arriba a l'única nau a l'abast: un caça espacial amb forma de guitarra, pilotada per Shep. Shep, qui al principi està somiant despert amb Stella, el seu amor platònic, torna a la realitat pel senyal d'alarma. En adonar-se que el grup i, per tant, la seva estimada, han estat segrestats, decideix perseguir als segrestadors a través d'un forat de cuc, el qual els porta al planeta Terra. Shep ha de fer un aterratge forçós, i queda inconscient.
Harder, Better, Faster, Stronger: En una instal·lació secreta subterrània, els quatre segrestats passen per un procés automatitzat que esborra les seves memòries i les substitueix per memòries humanes, guardant els originals en discos externs. Se'ls canvia el pigment de pell i el cabell per fer-los semblar humans, i els implanten aparells amb els quals controlen les seves ments. Al final es mostra a l'home de smoking, qui és la ment mestra darrere del segrest: un ambiciós mànager musical conegut com Earl de Darkwood.
Crescendolls: Earl decideix viatjar amb la banda a la discogràfica Records, on fàcilment l'accepten i la converteixen en un fenomen mundial en un tancar i obrir d'ulls, coneguts com els Crescendolls.
Nightvision: Temps després, els membres de la banda se senten esgotats, no només per la vida de fama i fortuna, sinó també perquè Darkwood els fa treballar fins al punt de gairebé col·lapsar; mentrestant, un encaputxat que resulta ser Shep disfressat, observa a Stella des de les ombres en una pantalla de publicitat.
Superheroes: Durant un gran concert, Shep arriba d'improvís, salta a l'escenari des d'un dirigible, i, usant un aparell làser, allibera a Arpegius, Baryl i Octave del control mental, però arriba tard per salvar a Stella. Darkwood envia als seus guardaespatlles per atrapar-los, però escapen en una furgoneta i així comença una persecució. Encara que els seus perseguidors els perden el rastre, Shep queda greument ferit.
High Life: Stella, encara sota el control mental, representa com a guanyadors als Crescendolls en el lliurament del disc d'or, entre els nominats, apareixen els integrants de Daft Punk. En l'últim minut apareix Baryl, que usant el dispositiu de Shep allibera a Stella del control mental i l'ajuda a escapar.
Something About Us: En arribar a un magatzem abandonat, Stella descobreix a un moribund Shep, que en el seu últim alè li confessa el seu amor, i abans de morir revela als quatre que són extraterrestres.
Voyager: La banda decideix fugir de la ciutat en la furgoneta mentre busquen un lloc per enterrar al valent Shep; finalment decideixen fer-ho al peu d'un arbre al costat d'un penya-segat on, en donar descans al seu cos, en surt volant com a esperit, somrient-los i desitjant-los bona sort. Aquella nit, mentre viatgen per carretera, decideixen anar a la mansió Darkwood per esbrinar més coses del seu segrest.
Veridis Quo: Després d'arribar a la mansió i recórrer-la troben en un saló un grimori titulat "Veridis Quo". El llibre revela l'ombrívola història de Darkwood: fa segles era el fill d'un alquimista, i els seus pares van morir quan un asteroide va destruir el seu castell. Darkwood va seguir els passos del seu pare continuant les seves investigacions, descobrint que l'asteroide va arribar per un forat negre invisible a l'espai que connecta al Sistema solar amb un altre Sistema planetari. Per això va crear una nau espacial que li va permetre explorar-ho. Des de llavors ha passat segles segrestant talentosos artistes extraterrestres per explotar-los a la Terra, fer-li guanyar discos d'or i posteriorment sacrificar-los en un altar creat en el lloc de l'impacte del meteorit. Quan Darkwood obtingui 5555 discos d'or (sent l'últim el dels Crescendolls), tindrà el poder de controlar l'univers. Els nois són capturats i portats a l'altar enfront de Darkwood, qui decideix usar a Stella com a sacrifici final. Quan està a punt de finalitzar el ritual, Octave i Baryl enfronten i derroten als guardaespatlles mentre Arpegius llança l'últim disc d'or a un pou de lava. Darkwood, desesperat, intenta salvar el disc caient en el pou, el ritual no s'acaba i en aparença Darkwood mor, però la seva essència maligna segueix amb vida.Salven a Stella abans que mori i escapen mentre el recinte comença a esfondrar-se.
Short Circuit: De retorn a la ciutat i amb el llibre en mà, Octave s'infiltra a l'edifici del segell discogràfic Records per obtenir el disc mestre del seu senzill "One More Time", que conté els discos amb les dades la seva memòria. És atrapat pels guàrdies de seguretat, els qui en paralitzar-ho amb un aturdidor elèctric, alliberen la veritable aparença extraterrestre de Octave. Mentrestant, una gran quantitat d'energia fosca,provinent de l'essència de Darkwood, surt de les restes de la mansió destruïda.
Face to Face: La notícia de la veritable identitat dels Crescendolls causa un impacte mundial. Per mitjà del llibre Verdis Quo es descobreix la història de la banda i entre els científics més destacats decideixen ajudar els desafortunats membres de la banda a tornar al seu aspecte normal i retornar-los la seva memòria. Per mitjà de l'ajuda de la IASO, una versió internacional de la NASA, la nau de Shep és reparada i la banda està llista per tornar al seu planeta natal.
Too Long: Mentre creuen el forat negre, són atacats per l'essència maligna de Darkwood, que és derrotat per l'esperit de Shep, qui elredueix i se l'emporta a l'altre món. Mentre Stella recorda per flashbacks tots els esdeveniments de la història, decideixen tirar endavant i entre els quatre seguir amb les seves vides. En arribar al seu planeta són rebuts amb ovacions, mentre interpreten un altre dels seus senzills, el qual és escoltat també a la Terra. Al final, Stella revela una estàtua a la memòria de Shep, mentre mira al cel.
La càmera s'allunya fins a acabar en un disc LP d'àlbum Discovery, de Daft Punk. Al final, s'observa a un nen fanàtic de Daft Punk que té, en forma de joguines, tots els personatges de la història. Els seus pares el fiquen al llit per dormir, mentre el disc s'atura i s'apaga la llum.

## Recepció
La pel·lícula va ser ben rebuda per la crítica. Manté actualment un índex d'aprovació del 86% a Rotten Tomatoes basat en set crítiques (6 positius, 1 negatiu). La BBC va donar a la pel·lícula quatre estrelles de cinc, dient que la pel·lícula és una "delícia visual i auditiva de proporcions intergal·làctiques”.
No obstant això, la revista Empire va dir de la pel·lícula: "Està bé si t'agrada la banda, es tracta d'alguns dibuixos animats que toquen sobre el seu àlbum Discovery. Per a tota la resta, simplement ximple".